# 前导软件
前导软件，全名为北京前导软件有限公司，是中国大陆一家游戏公司，于1995年3月成立，曾开发《三国》、《水浒》、《齐天大圣》、《赤壁》等游戏，后退出游戏市场。

## 历史
1994年11月15日，太平洋技术创业投资公司出资100万元人民币，优联公司出资100万元人民币，先锋公司出资200万元人民币(含100万元无形资产)，和共投资400万人民币成立一家新公司。
1994年2月，前导软件公司开始筹备，1995年3月，前导软件公司正式成立，是第一家中国大陆风投游戏公司，公司部分员工原为先锋卡通前员工。同年支持创办电子游戏杂志《大众软件》，创刊号发行为10万册。
1996年，前导软件推出第一款游戏《官渡》，也是中国大陆第一款基于Windows 95的游戏，也是中国大陆第一款自主知识产权出口的游戏，虽然销售不尽人意，但通过海外版税获得7万美金，《官渡》基本收回成本。
1996年，前导软件引进《命令与征服》，为中国大陆第一个以版权贸易方式引进的游戏。同年引进《移民计划》、《凯兰迪亚》。同年设立PC游戏卡专卖店，并砍掉所有游戏机项目。
1997年，前导软件上市游戏《赤壁》，因与联想电脑捆绑销售，从而成为首个在中国大陆突破游戏软件销售量10万套的游戏。相继开发出《三国》、《水浒》、《齐天大圣》等系列游戏，在1997年末成为中国国内按销售额排序第一的游戏软件公司。
1998年6月，因游戏《齐天大圣》消耗大量资源，投资方不愿再增加投资，前导软件解散游戏制作队伍。前导软件负债1千万元人民币，总经理张立波减低成本并大幅裁员，1999年，前导软件财务报表收支平衡持平。
1999年6月，引资创建财富软件公司，涉及家庭理财软件。

## 旗下游戏

### 制作游戏
- 《官渡》
- 《三国》系列
- 《水浒》系列
- 《赤壁》
- 《齐天大圣》

### 引进游戏
- 《命令与征服》
- 《移民计划》
- 《凯兰迪亚》